# Volokolamsk
Volokolamsk è una cittadina della Russia europea centrale, compresa nell'oblast' di Mosca e situata 119 km a nordovest della capitale, sulla riva sinistra del fiume Gorodenka in prossimità della sua confluenza con il Lama. Fino al 2019 era il capoluogo amministrativo del distretto omonimo.
Volokolamsk è una delle città più antiche della Russia: risale al 1135 una sua menzione in alcune cronache locali, dove viene citato l'abitato di Volok na Lame (Волок на Ламе); nel 1178 si cita invece l'insediamento di Lam'skij volok. L'insediamento era stato fondato non molto tempo prima da alcuni mercanti di Novgorod, sull'importante via d'acqua che collegava la regione di Novgorod a Mosca e alla regione del Volga.

## Società

### Evoluzione demografica
Fonte: mojgorod.ru
- 1897: 2.900
- 1926: 3.400
- 1939: 5.400
- 1959: 11.100
- 1979: 18.400
- 1989: 18.200
- 2002: 16.656
- 2007: 24.400